# Catawba (rood druivenras)

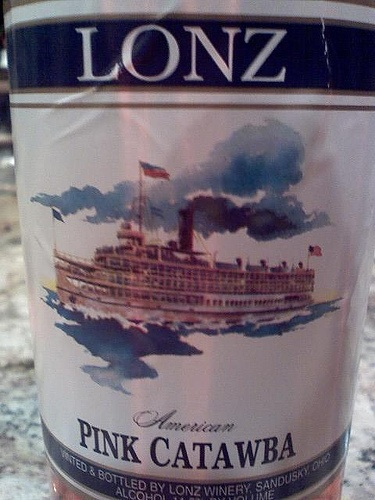
Een roséwijn van de Catawba druif uit Ohio, Verenigde Staten

De Catawba is een Amerikaanse roodkleurige  druivensoort die overwegend in het oosten van de Verenigde Staten voorkomt.

## Geschiedenis
Historisch gezien is het absoluut duidelijk waar de druif vandaar komt en is het nog volstrekt onduidelijk hoe deze druif genetisch is ontstaan. Toekomstig DNA-onderzoek zal dat nog moeten uitwijzen.
De druif werd in het prille begin van de 19e eeuw door lokale boeren in de bossen van Henderson County in noord Carolina gevonden. Uiteindelijk werden  de stokken verplaatst naar de Catawba rivier in Rocky Mount. Duidelijk is dus waar de naam van dit ras vandaan komt. Het is een druif die daar nog steeds zowel als tafeldruif, als voor jam, druivensap en wijn gebruikt wordt.

## Kenmerken
Sterke groeier en zeer productief, dat wil zeggen een hoge opbrengst per hectare. 100 hectoliter of meer per hectare is bepaald geen uitzondering. Deze variëteit is pas zeer laat rijp en is dus gebaat bij een lang groeiseizoen. Vatbaar voor valse meeldauw
De druif heeft een zoetig muskaat en foxy bouquet. Foxy wil zeggen een beetje wilde, kamferachtige natte "hondenharen"-geur, naar men zegt een niet erg toegankelijke smaak voor buiten de Verenigde Staten. Meer dan tafelwijn zal deze druif niet leveren.

## Gebieden
Met name in de Amerikaanse staten Arkansas, New York en Ohio wordt deze druif verbouwd. In totaal ruim 500 hectare. Evenals in het noordelijker gelegen Canadese Ontario.
Ook in Brazilië, in de omgeving van São Paulo, wordt deze druif verbouwd en levert de Catawba redelijke tafelwijnen.
In Zuid-Afrika is ook al enige beplanting te vinden.

## Synoniemen[1]
- Arkansas
- Captraube Rot
- Catawba Rosa
- Catowba Tokay
- Cher Kee
- Cherokee
- Fancher
- Francher Kello White
- Francher Kells White

- Keller's White
- Lebanon
- Lebanon Seedling
- Lichigan
- Lincoln
- Lincolun
- Mammoth Catawba
- Meads Seedling
- Mecleron

- Merceron
- Michigan
- Muncy
- Muncy Pale Red
- Munipale Red
- Omega
- R'D Muncy
- Red Muncy
- Rose of Tennessee

- Rote Captraube
- Sarato A
- Saratoga
- Singleton
- Tekomah
- Tokay
- Virginia Amber
- White Catawba